# Acythopeus
Acythopeus är ett släkte av skalbaggar. Acythopeus ingår i familjen vivlar.

## Dottertaxa tillAcythopeus, i alfabetisk ordning[1]
- Acythopeus aterrimus
- Acythopeus babaulti
- Acythopeus barbatus
- Acythopeus bifrenatus
- Acythopeus bigeminatus
- Acythopeus binotatus
- Acythopeus bispinosus
- Acythopeus bivittatus
- Acythopeus citrulli
- Acythopeus curvirostris
- Acythopeus dentirostris
- Acythopeus funereus
- Acythopeus geminus
- Acythopeus gilvonotatus
- Acythopeus insignis
- Acythopeus javanicus
- Acythopeus leucomelas
- Acythopeus luxatus
- Acythopeus melas
- Acythopeus ochivora
- Acythopeus palmaris
- Acythopeus pascoei
- Acythopeus pectoralis
- Acythopeus praemorsa
- Acythopeus quadraticollis
- Acythopeus rudis
- Acythopeus tenuirostris
- Acythopeus tristis
- Acythopeus unguiculatus
- Acythopeus unicornis